# Ulrich Guhl
Ulrich Guhl (* 27. Juli 1838 in Steckborn; † 11. November 1924 in Frauenfeld, heimatberechtigt in Steckborn und Frauenfeld) war ein Schweizer reformierter Pfarrer und Politiker (FDP).

## Biografie
Ulrich Guhl wurde am 27. Juli 1838 als Sohn des Stadtküsters Ulrich Guhl senior in Steckborn geboren. Guhl studierte von 1858 bis 1861 Theologie in Zürich und Heidelberg. Nach seiner Ordination im Jahre 1861 war Ulrich Guhl zunächst bis 1865 als Pfarrer in Berlingen, von 1865 bis 1869 in Märstetten, seelsorgerisch tätig.
Nach der Aufgabe des Pfarrberufs wegen eines Kehlkopfleidens war Guhl bis 1877 als Thurgauischer Staatsschreiber beschäftigt. Ein Jahr später wurde Guhl, Mitglied der FDP, in den Thurgauer Grossen Rates, dem er bis 1917 angehörte, gewählt. 1880 war er Mitglied des Thurgauischen Zentralkomitees gegen eine erneute Bundesreform. Daneben gehörte er von 1874 bis 1918  dem evangelischen Kirchenrat des Kantons Thurgau an, davon ab 1902 als Präsident. Ferner war  Guhl von 1878 bis 1909 als Redakteur der "Thurgauer Zeitung" tätig.
Ausserdem gründete und präsidierte Guhl über 25 Jahre den Thurgauischen Verein für kirchlichen Fortschritt. Des Weiteren stand Guhl von 1898 bis 1923 als Präsident der Spitalkommission von Frauenfeld vor. Ulrich Guhl, der 1863 Karolina Wilhelmine, die Tochter des Hans Heinrich Stapfer, ehelichte, verstarb am 11. November 1924 im Alter von 86 Jahren in Frauenfeld.